# ピンク・レディーX
ピンク・レディーX（ピンクレディーエックス）は、1996年、「ピンク・レディーの再来」としてデビューした2人組のアイドル。1997年にPLXに改名。メンバーは「さやか（筒井明日）」と「ちずる（征矢千鶴）」。

## 概要
1996年のピンク・レディー20周年を記念し、電通と博報堂の共同プロジェクトという形で登場した。同時期に登場した「DK-96/伊達杏子」のような3DCGによる、2人が変身したという設定のバーチャルアイドル版の同時展開も行われた。バーチャルアイドル版は、田中秀幸のデザインによるもので、生身の2人の動きをモーションキャプチャで取り込んで映像を作成していた。デビュー曲「恋の診察室 '97」は10万枚を売り上げたものの、その後は注目度も低下し、シングル3枚を出したのみで以後活動せずそのまま自然消滅した。バーチャルアイドル版についても、採算上は厳しいものだっただろうと言われている。
この企画は本家ピンク・レディーに知らされていなかったこともあり、デビュー時の本家ピンク・レディーへのインタビューでは「X？何ですかそれ？」「知りません」といった発言が週刊誌等に掲載されたこともあった。
2000年前後にピンク・レディーX公式HPが閉鎖。
本家ピンク・レディーのシングル『UFO』のB面曲として『レディーX』が、パチンコの一機種として「CRピンクレディーX」が大一商会から出ているがこのグループとは関連性は全くない。
2006年に劇団・大人計画が多摩市・旧西落合中学校で行った「大人計画フェスティバル」において「松尾スズキと“ママさんコーラス”」その他に出演した筒井明日（つつい・さやか）は、松尾スズキによれば、ピンク・レディーXのメンバーであった。なお筒井は2004年のNHK BS-hi「いま裸にしたい男たち-松尾スズキ・41歳-」番組内の企画「松尾スズキ物語」にも出演している。

## シングル
- 「恋の診察室 '97」 (1996/11)
- 「HOLY BEATをもう一度」 (1997/3)
- 「GOING BACK TO CHINA」 (1997/7)

## 音楽出版権利・管理
- 全ての楽曲の出版権利・管理はバーニングパブリッシャーズにある。[6]

## CM出演
- アロンアルフア
- NTTドコモ
- IIJ4U（IIJの個人向けサービス）